# Mons Ardeshir
Der Mons Ardeshir ist ein Berg auf dem Erdmond. Er hat einen Durchmesser von 8 Kilometer und trägt seit 1976 den persischen Vornamen Ardašir. 